# Anydrelia dharmsalae
Anydrelia dharmsalae är en fjärilsart som beskrevs av Butler 1883. Anydrelia dharmsalae ingår i släktet Anydrelia och familjen mätare. Inga underarter finns listade i Catalogue of Life.